# One World Futbol

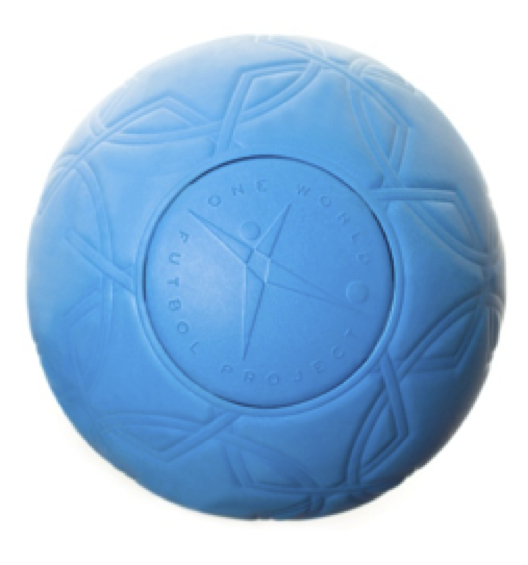
Uma One World Futbol.

A One World Futbol é uma bola de futebol projetada para ser difícil de destruir. Ela é feita com uma espuma especializada, parecida com o material usado para fazer os calçados Crocs, que permite que a bola infle novamente após ser furada. O One World Play Project, que fabrica e distribui a One World Futbol, foi fundado na Califórnia em 2010 para fabricar, vender e doar as bolas.

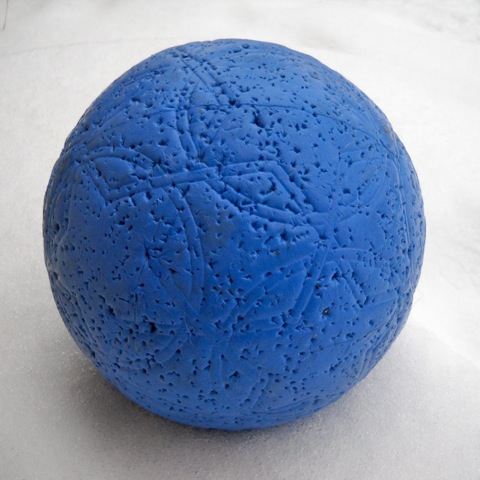
Uma One World Futbol que ainda está inflada após sofrer grandes danos causados por mordidas de cão.

## História
A One World Futbol foi idealizada por Tim Jahnigen, de Berkeley, Califórnia, depois de ter visto um documentário que mostrava crianças em Darfur jogando com bolas de futebol feitas de lixo. Essas bolas improvisadas foram usadas porque as bolas de futebol tradicionais rapidamente ficaram danificadas demais para serem usadas no solo rochoso onde as crianças brincavam. Jahnigen, que já havia conhecido os desenvolvedores dos calçados Crocs e havia usado os primeiros protótipos duráveis dos Crocs, teve a ideia de usar espuma de etileno-acetato de vinila, um material semelhante, para criar a bola. A bola autoinfla-se, eliminando a necessidade de bombas de ar, ainda pode ser usada após ser perfurada e pode suportar calor e frio.
Jahnigen não levou a ideia adiante imediatamente, pois não tinha financiamento para isso. Ele levantou a ideia enquanto falava com o músico Sting, que deu à Jahnigen financiamento para investigação e desenvolvimento da bola. Como resultado do apoio, a própria bola recebeu o nome da música "One World" dos The Police.
O One World Play Project, responsável pela fabricação, venda e doação das bolas, foi fundado como uma corporação certificada Benefit em julho de 2010, antes do jogo final da Copa do Mundo FIFA de 2010 na África do Sul. As bolas foram inicialmente avaliadas em US$39,50, segundo um acordo em que a compra paga por uma bola para o comprador e uma segunda bola para ser doada. Em maio de 2012, a Chevrolet anunciou um acordo de patrocínio no qual a empresa compraria e doaria um milhão e meio de One World Futbols.
Tim Jahnigen afirmou que pretende eventualmente fabricar uma versão de cada bola desportiva inflada usando espuma resistente a danos.
Em 2013, Richard Swanson usou uma One World Futbol na tentativa de driblar a bola da cidade americana de Seattle, Washington, para São Paulo, Brasil. Durante a tentativa, ele foi atingido por uma camionete e morreu mais tarde naquele dia em Lincoln City, Oregon.
Em 2014, o One World Futbol apareceu no Blue Peter da BBC, onde eles colocaram a bola à prova.